# Bermont (Território de Belfort)
Bermont é uma comuna francesa na região administrativa de Borgonha-Franco-Condado, no departamento do Território de Belfort. Estende-se por uma área de 2.74 km². Em 2010 a comuna tinha 393 habitantes (densidade: 143,4 hab./km²).